# 梦溪街道
梦溪街道是中华人民共和国江苏省宿迁市沭阳县下辖的一个街道办事处。
2013年7月16日，江苏省人民政府批复同意撤销沭城镇，以原沭城镇团庄、城东、昭德、河东、东园、任巷、杨店、徐沭、章塘、糖坊、桃园11个居委会区域设立梦溪街道办事处，并将渔种场划归梦溪街道办事处管辖，街道办事处驻迎宾大道105号。

## 行政区划
梦溪街道下辖以下村级行政区划单位：
城东社区、昭德社区、东园社区、河东社区、杨店社区、糖坊社区、徐沭社区、任巷社区、桃园社区、团庄社区和章塘社区。